# Tim van Assema
Tim Johannes Barend Aloysius van Assema, född 31 januari 2002, är en svensk-nederländsk fotbollsspelare som spelar för Lindome GIF.

## Karriär
Tim van Assema började spela i hemorten Assendelft, i Nederländerna. Som elvaåring hade hann ett erbjudande från storklubben AZ men familjen flyttade då istället till Sverige och Fengerfors i Åmåls kommun.
I Sverige representerade van Assema inledningsvis IFK Åmål och Säffle FF, där han som 16-åring spelade division 3-fotboll. Inför säsongen 2019 flyttade han till IFK Göteborg, vilka han fick A-lagsdebutera för i 4-0-segern mot BK Astrio i Svenska Cupen den 22 augusti 2019. Därefter kom det att dröja tre år innan van Assema spelade en tävlingsmatch med IFK Göteborg igen. 
Efter att ha vunnit U19-SM 2021 skrev van Assema på ett korttidskontrakt med IFK Göteborg innan han i mars signerade ett ettårigt A-lagskontrakt. Den 28 augusti 2022 fick han också debutera i Allsvenskan via ett kort inhopp i 2-0-segern mot IK Sirius. Ytterligare en allsvensk match följde innan IFK Göteborg vid säsongens slut meddelade att de inte skulle förlänga kontraktet med van Assema. I december 2022 skrev han istället på för Tvååkers IF i Söderettan.

## Statistik
| Klubb              | Säsong             | Liga               | Liga    | Liga | Nationell cup | Nationell cup | Internationell cup | Internationell cup | Övrigt  | Övrigt | Totalt  | Totalt |
| Klubb              | Säsong             | Division           | Matcher | Mål  | Matcher       | Mål           | Matcher            | Mål                | Matcher | Mål    | Matcher | Mål    |
| ------------------ | ------------------ | ------------------ | ------- | ---- | ------------- | ------------- | ------------------ | ------------------ | ------- | ------ | ------- | ------ |
| IFK Göteborg       | 2022               | Allsvenskan        | 2       | 0    | 0             | 0             | -                  | -                  | -       | -      | 2       | 0      |
| Totalt i karriären | Totalt i karriären | Totalt i karriären | 2       | 0    | 0             | 0             | 0                  | 0                  | 0       | 0      | 2       | 0      |